# Mora (katonai egység)
A mora katonai egység volt az ókori Spártában, legalább Kr. e. 404-től. Parancsnoka a polemarkhosz volt.
A spártai hadsereg Xenophón szerint Lükurgosz intézkedései óta hat lovas és hat gyalogos morából állt, minden morában két lokhosz, minden lokhoszban négy pentekosztüsz, ez utóbbiak pedig két enomotiát foglaltak magukba. (A lovas egységeket azonban a spártaiak - és általában a hellének - alacsonyabb rendűnek tartották a nehézgyalogosoknál.)
A spártai hadsereg legmagasabb taktikai egysége Kr. e. 418-ban még a lokhosz lehetett. Vannak olyan vélemények, hogy a morának nem is volt taktikai szerepe, inkább csak a had- és táborszervezésben játszhatott szerepet. Egyes ókori források egymás helyett is használhatták a lokhosz és mora szavakat. (Pl. Thuküdidész, a mantineiai csatáról írva, ill. Arisztotelész.
Egyes források szerint a morát korcsoportok alapján szervezték. (Életkor alapján beosztva kiadni a feladatot - például a nagyobb fizikai megerőltetést jelentő feladatot a fiatalabbakre osztani - egyébként is általános volt a spártaiak és más hellének alkotta seregekben.) 
Létszáma vitatott, 400-600 fő, de ennél jelentősen magasabb is lehetett. „A lakedaimóniaknak két hadosztálya volt, egy-egy hadosztályban Ephorosz szerint ötszáz, Kalliszthenész szerint hétszáz, mások, így Polübiosz szerint kilencszáz harcossal” - írta a tegürai csatáról Plutarkhosz.